# Marx’ Geldtheorie
Als Marx’ Geldtheorie werden die Auffassungen bezeichnet, die Karl Marx über die Entstehung, das Wesen, die Funktionen, den Umlauf des Geldes und über die Zirkulationsgesetze des Metall- und Papiergeldes sowie über die Unterschiede zwischen Kredit- und Papiergeld in mehreren Schriften dargelegt hat.

## Allgemeines
Karl Marx analysierte erstmals in seinem Buch „Grundrisse der Kritik der Politischen Ökonomie“ 1857/58 umfassend das Geld, legte ein Jahr darauf seine geldtheoretischen Erkenntnisse in Auseinandersetzung und in kritischer Würdigung der Arbeiten zahlreicher Denker (Edward Misselden, William Petty, John Locke, Pierre Le Pesant de Boisguilbert, George Berkeley, David Hume, James Steuart, Adam Smith, Ferdinando Galiani, Jean-Babtiste Say, David Ricardo, James Mill, Thomas Tooke, Robert Torrens, John Fullarton, John Gray, Frédéric Bastiat, Martin Luther u. a.) in seinem Werk „Zur Kritik der Politischen Ökonomie“ (1859) dar. Die Herausgeber der Marx-Engels-Werke nennen dieses Buch „die beste Monographie der ökonomischen Weltliteratur über das Geld im Kapitalismus.“ Marx übernimmt den Kern der in beiden Publikationen enthaltenen theoretischen Aussagen über das Geld in die ersten drei Kapitel des ersten Bandes seines Hauptwerks „Das Kapital. Band I“ (1867). Insbesondere die drei genannten Werke, aber auch die beiden anderen Kapitalbände und die 1862/63 entstandenen „Theorien über den Mehrwert“ enthalten die theoretischen und empirisch gestützten Abhandlungen über das Geld, die von Theorienhistorikern und Wirtschaftshistorikern als „Marx’ Geldtheorie“ bezeichnet werden. In jüngerer Zeit werden selbst von marxistischen oder Marx-affinen Autoren Teile seiner wert- und geldtheoretischen Aussagen in Zweifel gezogen.

## Geldbegriff
Die Geldtheorie ist bei Marx logisch-genetisch verbunden mit der Werttheorie. Mit ihr beantwortet Marx die Frage, worin das Wesen und die Funktionen des Geldes bestehen und wie das Geld entstanden ist. Marx leitet das Wesen des Geldes historisch aus dessen Herkunft und logisch-historisch vom Wert ab. Ausgangspunkt ist die Warenanalyse. Aus ihr ergibt sich konsequent und stringent das Wesen des Geldes. Die Ware ist eine Einheit von Gebrauchswert und Wert. Der Wert der Ware bedarf einer Form, in der er ausgedrückt werden und erscheinen kann. Das geschieht auf der letzten Stufe einer logisch-historischen Entwicklung mittels der Geldform des Werts, der Geldware. Für Marx ist das Geld der „konstituierte Wert aller Dinge. Es hat daher die ganze Welt, die Menschheit wie die Natur, ihres eigentümlichen Wertes beraubt. Das Geld ist das dem Menschen entfremdete Wesen seiner Arbeit und seines Daseins, und dieses fremde Wesen beherrscht ihn, und er betet es an.“ Nach der Marxschen Werttheorie entwickelt sich das Geld aus dem Wert der Waren, es ist dessen äußere Gestalt. Mit Hilfe des Geldes erscheint der Wert im Preis. Der Preis ist der Geldausdruck des Wertes, den der Hersteller im Tausch realisiert. Der Tauschwert ist das Verhältnis zweier Waren. Der Wert einer Ware wird mit Hilfe einer anderen Ware, in Mengen dieser anderen Ware, ausgedrückt. Prinzipiell könnte das jede beliebige Ware sein. Die Funktion des Wertausdrucksmittels geht aber schließlich im Laufe eines historischen Prozesses auf eine besondere Ware über, auf die „Geldware“. Gold (und Silber) als Geldwaren besitzen selbst Wert, um den Wert der „gewöhnlichen“ Waren messen und ausdrücken zu können. Aus Marx' Warenanalyse lässt sich das Wesen des Geldes adäquat ableiten, nicht aber dessen Form. Geld ist für Marx nicht nur eine quantitative Größe, sondern bringt ein gesellschaftliches (qualitatives) Produktionsverhältnis zum Ausdruck, kann daher gerade kein bloßes Zeichen sein. Geld ist Marx zufolge endogen und nicht neutral: Menschen verkaufen Ware gegen Geld ({\displaystyle W-G}) und verwenden das Geld zum Kauf einer anderen Ware ( {\displaystyle W-G-W}), so dass bei ihm der Geldumlauf durch den Warenumlauf bestimmt wird.

## Arbeitswert und Geld
Im ersten Abschnitt des ersten Bandes des «Kapital» zeigt Marx, wie der Wert der Waren und das Geld logisch-historisch miteinander verknüpft sind. Klaus Müller nennt vier Dimensionen des Werts. Die erste: Der Wert ist ein Produktionsverhältnis, ein Verhältnis der Warenproduzenten, das unter dinglichen Hüllen verborgen ist. Menschen gehen objektiv Beziehungen untereinander ein, indem sie füreinander produzieren. Würde der Wert erst im Tausch gebildet, wie zuweilen behauptet wird, wäre er kein Produktions-, sondern ein Tauschverhältnis. Er ist aber ein Verhältnis, dass die privaten Produzenten in der Produktion eingehen, ein Produktionsverhältnis, das an der Oberfläche der Märkte als ein Verhältnis von Sachen erscheint. »Im Prinzip gibt es keinen Austausch von Produkten, sondern einen Austausch von Arbeiten, die zur Produktion zusammenwirken.« Und: »Indem sie ihre verschiedenartigen Produkte einander im Austausch als Werte gleichsetzen, setzen sie ihre verschiednen Arbeiten einander als menschliche Arbeit gleich. Sie wissen es nicht, aber sie tun es.« Die zweite Dimension ist die Wertsubstanz. Die Substanz ist die abstrakte Arbeit, die in Arbeitszeit gemessen wird. Die dritte Dimension ist die Wertgröße. Sie ist die Arbeitszeit, die gesellschaftlich nötig ist, um eine Ware herzustellen. Sie gibt an, welchen Teil der gesellschaftlichen Gesamtarbeit der einzelne Produzent für die Herstellung seiner Ware aufwenden darf. Der Wert ist das in der Ware realisierte Quantum Arbeitszeit, »nicht Arbeitszeit als Arbeitszeit, sondern materialisierte Arbeitszeit; Arbeitszeit nicht in der Form der Bewegung, sondern der Ruhe; nicht des Prozesses, sondern des Resultats.« Sie entspricht dem Kehrwert der im jeweiligen Zweig dominierenden Arbeitsproduktivität. In Arbeitszeit bestimmbar, ist die Wertgröße nichts Mystisches oder Gespenstisches, drückt aber zugleich das Gesellschaftliche, nicht das Individuelle aus. Der Wert der Ware kann nicht direkt als Arbeitszeit erscheinen, sondern muss sich eine Form geben, um sichtbar zu werden. Diese Form ist der Tauschwert – das ist die vierte Dimension –, der auf einer bestimmten Stufe der gesellschaftlichen Entwicklung in Geld übergeht. Marx zufolge ist das Geld, genauer die Geldform des Werts, das ungewollte Resultat der über Jahrtausende hinweg bewusst vorgenommenen Tauschhandlungen. »Der Geldkristall ist ein notwendiges Produkt des Austauschprozesses, worin verschiedenartige Arbeitsprodukte einander tatsächlich gleichgesetzt und daher tatsächlich in Waren verwandelt werden. Die historische Ausweitung und Vertiefung des Austausches entwickelt den in der Warennatur schlummernden Gegensatz von Gebrauchswert und Wert. Das Bedürfnis, diesen Gegenstand für den Verkehr darzustellen, treibt zu einer selbständigen Form des Warenwerts und ruht und rastet nicht, bis sie endgültig erzielt ist durch die Verdopplung der Ware in Ware und Geld. In demselben Maße daher, worin sich die Verwandlung der Arbeitsprodukte in Waren, vollzieht sich die Verwandlung von Ware in Geld.« An anderer Stelle sagt Marx: »Die allmähliche Erweiterung des Tauschhandels, Vermehrung der Austausche und Vervielfältigung der in den Tauschhandel kommenden Waren, entwickelt daher die Ware als Tauschwert, drängt zur Geldbildung«. Das Geld ist die Ware, die den Wert aller Waren ausgedrückt, ist Äquivalentware. Der in Geld ausgedrückte Wert der Ware ist ihr Preis. Der Wert tritt in Form einer bestimmten Menge der Geldware neben die »gewöhnliche« Ware. »Dass der verselbständigte Wert im Geld selbst wieder nur einen relativen Ausdruck besitzt, weil das Geld selbst Ware ist […] ändert nichts an der Sache.« Das ist der logisch-genetische Zusammenhang zwischen dem Wert der Ware und dem Geld: Der Wert geht logisch und historisch dem Geld voraus. »Geld ist kein Ding, sondern eine bestimmte Form des Werts, unterstellt also wieder den Wert.« Da das Geld dazu dient, den Wert auszudrücken, ihm eine Form zu geben, muss der Wert da sein, bevor es das Geld ist. Die Arbeitswerttheorie ist der logisch-genetische Schlüssel zum Verständnis des Geldes, seines Wesens. Marx enthüllt in seiner Wertformanalyse – siehe Marx’ Wertformanalyse – den Zusammenhang zwischen dem Wert und dem Geld. Er leistete, »was von der bürgerlichen Ökonomie nicht einmal versucht ward, nämlich die Genesis dieser Geldform nachzuweisen, also die Entwicklung des im Wertverhältnis der Waren enthaltenen Wertausdrucks von seiner einfachsten unscheinbarsten Gestalt bis zur blendenden Geldform zu verfolgen. Damit verschwindet zugleich das Geldrätsel.« Seine Wertformanalyse ist nicht nur ein logisch strukturiertes Modell. Sie widerspiegelt den Beginn der Geldgeschichte, besitzt somit wirtschaftshistorisch-praktische Bedeutung.

## Die Entstehung des Geldes
Für einige Autoren beginnt die Geldgeschichte erst mit der Prägung der ersten Münzen oder der Erfindung der Schrift. Doch die Ursprünge des Geldes verstecken sich in jenen zufälligen, vorsichtigen, vereinzelten und manchmal außergewöhnlichen Tauschakten, die tief in die Urgeschichte zurück reichen, als es noch längst keine Münzen gab und über die Wirtschaftshistoriker berichten. »Der Tauschhandel, worin der Überfluss der eignen Produktion zufällig gegen den der fremden ausgetauscht wird, ist nur das erste Vorkommen des Produkts als Tauschwert im allgemeinen und wird bestimmt durch zufällige Bedürfnisse, Gelüste etc.« Spätestens seit dem Jungpaläolithikum (jüngerer Abschnitt der Altsteinzeit, 40 000 bis 9 600 v. u. Z.) dürfte es ihn gegeben haben. Die historische Herausbildung des Geldes vollzieht sich zeitgleich mit dem Erblühen und dem Zerfall der Urgesellschaft und erfasst im Vorderen Orient den Zeitraum von etwa 40 000 bis 2 500 v. u. Z. In diese Zeit fällt die einfache, einzelne oder zufällige Wertform, die nach und nach abgelöst wurde durch die totale, entfaltete Wertform. In der Jungsteinzeit (Neolithikum), d. h. von 10 000 bis 2 000 v. u. Z., entwickelten sich erste Elemente einer Warenproduktion inmitten einer autarken, subsistenzwirtschaftlich organisierten Gemeinschaft, begleitet von der Durchsetzung der allgemeinen Wertform. Die einfache Warenproduktion und erste Kapitalelemente folgten. Ab etwa 2 500 v. u. Z. hatte sich die Geldform durchgesetzt.

### Einfache, einzelne oder zufällige Wertform
Die historisch älteste Wertform widerspiegelt den noch unentwickelten Stand der Produktivkräfte innerhalb und an den Grenzen der urgemeinschaftlichen Produktionsweise. Arbeitsteilung und Produktivität sind gering ausgeprägt. Das Privateigentum an Produktionsmitteln ist erst im Entstehen begriffen. An den Grenzen urgemeinschaftlicher Stämme könnte nach einer Anlaufphase so getauscht worden sein:
1 Axt = 20 kg Korn,
allgemein: x Produkte A = y Produkte B
Noch geht es nicht um den Austausch, sondern um eine Voraussetzung für ihn: Um die Wertbestimmung und damit um die Ermittlung der Proportion, in der ausgetauscht werden kann. Der Wertausdruck – die Wertmessung – ist eine logische Voraussetzung, um zu tauschen. Die Wertmessung erfolgt ideell. Der Satz heißt nicht, eine Axt tauscht sich mit 20 kg Korn – obwohl es dazu kommen kann –, er ist auch keine mathematische Gleichung. Er besagt, dass eine Axt gleich 20 kg Korn wert ist. Die Axt steht in »relativer Wertform«. Sie will mit Hilfe einer anderen Ware ihren Wert ausdrücken. Korn befindet sich in dieser Gleichung in »Äquivalentform«. Es dient dazu, den Wert der Axt auszudrücken, dient als Wertausdruck, ist Äquivalent. Der Wert der Axt wird relativ in einer konkreten Menge des Gebrauchswertes Korn gemessen. Die Axt – allgemein: das Produkt links vom Gleichheitszeichen – steht in relativer Wertform, weil sie ihren Wert nur relativ, d. h. im Gebrauchswert einer anderen Ware ausdrücken kann. Dieser Gebrauchswert – hier das Korn – dient dazu, den Wert der Axt auszudrücken. Er nimmt auf dieser ersten Stufe der Entstehung des Geldes jenen Platz ein, der später durch das Geld besetzt wird. Das Produkt, das den Wert eines anderen ausdrückt, dient als Tauschwert, als Äquivalent. Seine Naturalform wird zur Wertform des Produkts, dessen Wert ausgedrückt werden soll. Für Verwirrung hat die Tatsache geführt, dass man den Satz auch von rechts nach links lesen kann und glaubt, das Gleiche nur anders zu formulieren, wie bei einer Gleichung. Damit hat die falsche Auffassung zu tun, als wären alle Waren zugleich Geld, weil auf den Märkten Waren mit Waren getauscht und bezahlt werden. Doch ändern wir den Satz – lesen wir ihn von der anderen Seite –, ändert sich sein Sinn. Daran erkennt man, dass es noch nicht um den Tausch, sondern zunächst um den Wertausdruck geht. Ein und dieselbe Ware kann nicht gleichzeitig in beiden Wertformen auftreten. Sie kann sich jeweils nur entweder in relativer Wertform oder in der Äquivalentform befinden. Drehen wir den Satz um und formulieren 20 kg Korn = 1 Axt bzw. 1 kg Korn = 1/20 Axt, dann steht das Korn in relativer Wertform und drückt seinen Wert in Form von Einheiten der Axt aus. Die Axt steht jetzt in Äquivalentform. Die Semantik des Satzes ändert sich. In unserem Beispiel tritt der Axtproduzent als aktiver Teil des Tauschvorgangs auf. Er will ausdrücken, wie viele Einheiten eines anderen Gebrauchswertes sein Produkt wert ist und anschließend den Tausch vollziehen. Ob eine Ware in relativer oder in Äquivalentform auftritt, hängt ab von ihrer Stellung in der „Gleichung“. Wichtig sind die Eigentümlichkeiten des in Äquivalentform stehenden Produkts. Sie helfen, das Wesen des Geldes zu verstehen. Marx erfasst bei der Analyse der einfachen, einzelnen oder zufälligen Wertform wichtige Wesenszüge des späteren Geldes, des allgemeinen Äquivalents für den Wert der Waren. Der innere Gegensatz einer Ware, Gebrauchswert und zugleich Wert zu sein, tritt als äußerer Gegensatz in Erscheinung: als Gegensatz zwischen dem Gebrauchswert des in relativer Wertform stehenden Produkts und dessen Wert, der in Gestalt des Gebrauchswertes des in Äquivalentform stehenden Produktes auftritt. Die älteste und einfachste Wertform hat es in der Urgesellschaft beiläufig zwischen einzelnen Stämmen gegeben. Von Geld konnte noch keine Rede sein. Aber das in Äquivalentform stehende Produkt besitzt drei »Eigentümlichkeiten« oder Besonderheiten. Sie enthalten im Keim die Wesensmerkmale des späteren Geldes.
- Der Gebrauchswert der in Äquivalentform stehenden Ware (Korn) wird zur Form, in der sein Gegenteil, der Wert, die gesellschaftlich notwendige Arbeitszeit zur Herstellung der in relativer Wertform stehenden Ware (Axt), erscheint. Im Wertverhältnis gilt das in Äquivalentform befindliche Produkt als verkörperter Wert, als Wertkörper.
- Die konkrete Arbeit zur Herstellung des in Äquivalentform stehenden Produkts wird zur Erscheinungsform seines Gegenteils, der abstrakten Arbeit des in relativer Wertform stehenden Produkts. Die Arbeit zur Herstellung des in Äquivalentform stehenden Produkts gilt als „abstrakte Arbeit“.
- Die private Arbeit zur Herstellung des in Äquivalentform befindlichen Produkts wird zur Form, in der die gesellschaftliche Arbeit des in relativer Wertform stehenden Produkts erscheint.

Diese Eigentümlichkeiten begründen das Geheimnis des Geldes. Aristoteles spricht »klar aus, dass die Geldform der Ware nur die weiter entwickelte Gestalt der einfachen Wertform, d. h. des Ausdrucks des Werts einer Ware in irgendeiner beliebigen andren Ware« ist. Erst wenn alle Produkte (Waren) ihre Werte in einer einzigen Ware ausdrücken, wird diese Ware zum allgemeinen Äquivalent aller anderen Waren und ist unmittelbar und jederzeit mit allen anderen Waren austauschbar. Hier liegt der Ursprung des Rätselhaften der Geldform. Falsch ist es, zu glauben, die in der Äquivalentform stehende Ware sei Äquivalent von Natur aus. Die Äquivalentform der Ware ist keine natürliche, sondern eine gesellschaftliche Eigenschaft. Die Ware, die sich in Äquivalentform befindet, gilt unmittelbar als Wert. Der Widerspruch zwischen der relativen Wertform und der Äquivalentform ist der äußere Ausdruck des in der Ware enthaltenen inneren Widerspruchs zwischen Gebrauchswert und Wert.

### Die totale oder entfaltete Wertform
Allmählich entwickelte sich in der Urgesellschaft die Arbeitsteilung. Menschen stellten mehr und neue handwerkliche Erzeugnisse her: Steingeräte, Töpferwaren, Artikel des Spinnens und Webens, Waffen, Holz- und Bodenbaugeräte, Ernte- und Vorratsbehältnisse, stabilere Häuser, Transporteinrichtungen, Kleidung, Schmuck, Kultgerät… Sie produzierten alte und neue Gegenstände in größeren Mengen. Die Vielfalt der Produktarten nahm zu. Im Schoß urgemeinschaftlicher Verhältnisse entwickelten sich neue Eigentumsformen. Das Mehrprodukt begünstigte die Entstehung des Familien- und persönlichen Eigentums. Es bildete sich zuerst dort, wo die Erzeugung von Produkten Ergebnis individueller Arbeit war. Die Arbeitsprodukte wurden schon nicht mehr ausnahmsweise und zufällig, sondern geplant und gewohnheitsmäßig mit anderen Arbeitsprodukten getauscht. Eine höhere Stufe der Warenproduktion und damit der Wertform war erreicht. Mit der ersten großen gesellschaftlichen Arbeitsteilung, der Aussonderung der Hirtenstämme aus der Masse der übrigen Stämme, mit der weiteren Entwicklung der Produktivkräfte und dem regelmäßigen Überschuss über den eigenen Bedarf hinaus hatten sich die Bedingungen ergeben, unter denen die Menschen begannen, ihre Produkte regelmäßig zu tauschen. Die einfache geht in eine vollständigere Wertform über. Eine Ware konnte nun ihren Wert mit Hilfe vieler anderer Gebrauchswerte ausdrücken. Die relative Wertform der Ware entfaltete sich. Jetzt zeigt sich deutlich, dass der Warenwert gleichgültig ist gegen die besondere Form des Gebrauchswerts, in dem er ausgedrückt wird. In der Häufung der Wertausdrücke zeigt sich der Fortschritt. Der Wert der Ware Axt im Beispiel unterscheidet sich vollständiger von ihrer eigenen Naturalform, aber es gibt noch keinen gemeinsamen Wertausdruck, der für alle Waren gilt. Der Wertausdruck der Ware ist noch unfertig. Seine Darstellung schließt nicht ab. Je größer das Angebot an Waren wurde, umso umständlicher, unangenehmer und hinderlicher musste der Naturaltausch werden. Jede Ware dient nur vorübergehend als Äquivalent. Eine große Zahl von Äquivalentwaren, die einander ausschließen, hemmt den Austausch. »Der allgemeine Bezugspunkt fehlt. Die totale oder entfaltete Wertform musste früher oder später in Widerspruch geraten zu den Notwendigkeiten des Warentauschs. Das Erfordernis eines allgemeinen Äquivalents wurde dringender.«

### Die allgemeine Wertform
Auf einer geschichtlich höheren Stufe der Entwicklung stellen die Waren ihre Werte einfach und einheitlich dar, d. h. nur noch in einer besonderen, in derselben Ware. Eine Ware dient als allgemeines Äquivalent, als Äquivalent für den Wert aller anderen Waren. Marx nennt es die allgemeine Wertform, wenn alle Waren ihre Werte in einer besonderen, derselben Ware ausdrücken. Die Werte aller Waren erhalten in einer besonderen Ware, der Äquivalentware, eine selbstständige Existenz. In der einfachen und in der totalen, entfalteten Wertform standen sich jeweils nur zwei Waren oder Produkte gegenüber. Nach Marx war es das Privatgeschäft der einzelnen Ware, sich eine Wertform zu geben, um ihren Wert auszudrücken. Für das Verständnis des Geldes ist wichtig: Die Funktion des allgemeinen Äquivalents kann prinzipiell von jeder beliebigen Ware übernommen werden. Diese eine Ware benutzen jetzt alle Warenproduzenten als Wertausdruck für ihre Waren. Alle Waren erhalten einen einheitlichen, allgemeinen Wertausdruck. Das allgemeine Äquivalent ist gesellschaftlich anerkannt. »Die allgemeine Wertform entsteht … nur als gemeinsames Werk der Warenwelt. Eine Ware gewinnt nur allgemeinen Wertausdruck, weil gleichzeitig alle andren Waren ihren Wert in demselben Äquivalent ausdrücken, und jede neu auftretende Ware muss das nachmachen.« Drücken alle Waren ihren Wert in einer aus und spielt diese ausschließlich die Rolle des allgemeinen Äquivalents, kommt es zur Trennung des gesellschaftlichen vom stofflichen Gebrauchswert oder zur Verdopplung der Gebrauchswerte. Neben den stofflichen, natürlichen Gebrauchswert tritt der gesellschaftliche, worin alle Waren ihren Wert ausdrücken. Die allgemeine Äquivalentware ist zur erschöpfenden Erscheinungsform der allgemeinen menschlichen Arbeit geworden. Händler konnten sie mit jeder Ware tauschen, konnten jede Ware mit ihr bezahlen. Alle akzeptierten sie, obwohl ihr natürlicher Gebrauchswert für den Eintauschenden völlig uninteressant sein konnte. Es fällt leicht, sie später und woanders gegen jene Ware zu tauschen, die man will, um konsumtive oder produktive Bedürfnisse zu befriedigen. Auf dieser dritten Stufe der Geldwerdung sticht eine besondere Ware aus der Warenwelt hervor. Darin kommt der fortgeschrittene Stand der gesellschaftlichen Arbeitsteilung zum Ausdruck. Die einfache Warenproduktion hatte sich etabliert. Die allgemeine Äquivalentware wird nicht ihres natürlichen Gebrauchswertes wegen begehrt. Sie dient ausschließlich dazu, den Wert aller anderen Waren auszudrücken und die begehrten zu erwerben. Prinzipiell könnte jede beliebige Ware in die besondere Rolle schlüpfen. »Die allgemeine Äquivalentform ist eine Form des Wertes überhaupt. Sie kann jeder Ware zukommen.« Welche Ware allgemeines Äquivalent wird, hängt von den besonderen Bedürfnissen und Lebensumständen des jeweiligen Volkes ab. Die Ware muss so beschaffen sein, dass jeder sie nutzen kann. Sie muss Wert besitzen, also nur durch Arbeit erlangt werden. Die Menschen müssen sie begehren. Nur dann können sie sie als Bezahlung für ihre Waren akzeptieren, auch wenn sie gerade keine Gelegenheit haben, sie konsumtiv oder produktiv zu verwenden. Denn sie können sie jederzeit gegen die Dinge tauschen, die sie brauchen oder haben wollen. »Wenn zwei Tauschpartner die Tauschrelation ihrer beiden Waren nicht mehr jeder für sich in der besonderen Ware des anderen bestimmen […], sondern wenn jeder der beiden seine Ware auf eine gemeinsame dritte Ware bezieht, zu der beide auf Grund der Häufigkeit, mit der diese getauscht wird, die Tauschrelation zu seiner Ware bereits im Kopf fixiert hat, können beide durch diesen Bezug die Tauschrelation zueinander bestimmen. In diesem Falle dient diese dritte Ware als gemeinsames Äquivalent […] beziehen sich alle Tauschpartner bei ihren Einzeltauschen regelmäßig auf diese Ware, wird diese dritte Ware im Laufe der Zeit durch die Gewohnheit zum Wertspiegel für alle anderen Waren oder zum allgemeinen Äquivalent.« Die Völker der Urgesellschaft haben viele Formen des allgemeinen Äquivalents und Tauschmittels gekannt. Geeignet waren vor allem Güter, die häufig getauscht wurden und dauerhaft begehrt waren. Das war regional und zeitlich unterschiedlich. Es handelte sich nach Marx um die unmittelbaren Vorläufer des Geldes. Einige Autoren, v. a. Wirtschaftshistoriker, nennen sie auch Nutz-, Waren- oder Naturalgeld. Tatsächlich waren es entweder die »wichtigsten Eintauschartikel aus der Fremde, welche in der Tat naturwüchsige Erscheinungsformen des Tauschwerts der einheimischen Produkte sind« oder der »Gebrauchsgegenstand, welcher das Hauptelement des einheimischen veräußerlichen Besitztums bildet, wie z. B. das Vieh«. Gustav Cassel berichtet, dass vom Atlantischen Ozean bis nach Zentralasien der Ochse Jahrtausende hindurch als Haupteinheit für die Preisrechnung benutzt worden war. Er übte vor allem die Wertmaßfunktion aus. Das lateinische Wort pecunia heißt Geld. Es stammt ab von pecus – dem Vieh.
Georg Quaas bezieht sich auf die Wertausdrücke in Homers „Ilias“ und sagt, dass „die eindeutige Dominanz des Farren als Wertausdruck belegt [...], dass sich das (männliche) Rind als allgemeines Äquivalent bereits herausgebildet hatte, und zwar inmitten eines mannigfaltigen Warenangebotes.“ Der Markt befinde sich zur Zeit des Trojanischen Krieges auf der Stufe einer allgemeinen Wertform.
Ein Überblick über die allgemeinen Äquivalente, die geldähnlichen Güter:
- Güter, die eine längere Zeit Nutzen abwerfen und sich zur Wertaufbewahrung eignen, wie Sklaven, Vieh oder Saatgut
- Werkzeuge und Geräte von einheitlicher Beschaffenheit wie Pfeilspitzen, Angelhaken, Äxte, Sicheln, Nägel, Nadeln
- Spekulative Güter, die einen Wertzuwachs versprechen, wie z. B. Jungvieh
- Schmückende Güter, mit denen man Reichtum zur Schau stellen konnte wie bunte Federn, Kauri-Muscheln, Muschelschalen, Marmorringe, Totenschädel, Wampums, Glasperlen, Hunde- und Eberzähne, Schalen von Straußeneiern, Steine v. a. Edel- und Halbedelsteine usw.
- Rohstoffe, vor allem Metalle in einheitlichen, handlichen Barren oder als Armreifen und abgewogener Goldstaub, auch die Tierfelle des nordamerikanischen Pelzhandels, z. B. Biber und Elchfelle, Gummi;
- Konsumgüter, v. a. Nahrungsmittel wie z. B. Getreidekörner, Tee, Datteln, Nüsse, Kakao- und Kaffeebohnen, Kokosnüsse, Salz, Zucker, Reis, Fische, Tabak, Whiskey, aber auch Kleidungsstücke.

Julius Lips erwähnt mehrere aus Schneckenhäusern und Muschelschalen hergestellte »Geldsorten«, wie das fast über die ganze Welt verbreitete Haus der Kaurischnecke, das Tambu- oder Diwarra-Schneckenhausgeld in Melanesien, das »Schweinegeld« – Muschelscheibchen, die mit Glasperlen, Hundezähnen und aus Rotangstreifen zusammengebunden sind und am unteren Ende einen oder mehrere Schweineschwänze tragen –, die Spechtkopfmünze der Hupa-Indianer, Marmorringe (Neue Hebriden), das »Steingeld« der Insel Yap, Schädel, Edelsteine und Perlen, Glasperlen, Hunde-, Känguru- und Delfinzähne, Federn (Santa Cruz), Steinsalz (Äthiopien), Teeziegel (China), Walnüsse (Tibet), Tabak (Lambarene), Opium und Branntwein, Eisen, Kupfer, Bronze, Messing, eiserne Hacken, Speere, Messer, Äxte, Matten, Leder, Felle, Baumwolle oder Leinwand, Gold und Silber.

### Die Geldform des Werts
Von der allgemeinen Wertform zur Geldform ist es ein kleiner Schritt. Er besteht darin, dass sich die gesellschaftliche Funktion des allgemeinen Äquivalents dauerhaft mit einer bestimmten Ware, mit Gold (und Silber) verbindet. Die Ware, die durch gesellschaftliche Gewohnheit aus der Warenwelt ausgeschlossen wird, um die Rolle des allgemeinen Äquivalents zu übernehmen, wird Geldware. Marx hat genetisch-historisch gezeigt, wie eine bestimmte Ware durch gesellschaftliche Gewohnheit aus der Warenwelt ausgeschlossen wird, um den Wert aller übrigen Waren auszudrücken. »Gold tritt den andren Waren nur als Geld gegenüber, weil es ihnen zuvor als Ware gegenüberstand.« Als Maß der Werte muss es selbst Ware sein, sagt Marx, weil »es sonst kein gemeinsames immanentes Maß mit den andren Waren hätte.« Behauptet man, Marx habe eine Ware als Geld nur unterstellt, könnte man ebenso gut sagen, er »habe nicht gezeigt, sondern bloß unterstellt, dass der Papst unbedingt ein Katholik sein müsse«. Die allgemeine Wertform hatte den Handel gefördert und die Produktion angeregt, stieß aber an ihre Grenzen, sobald sich Tauschende aus Regionen mit unterschiedlichen Äquivalenten begegneten. »In demselben Verhältnis, worin der Warenaustausch seine nur lokalen Bande sprengt, der Warenwert sich daher zur Materiatur menschlicher Arbeit überhaupt ausweitet, geht die Geldform auf Waren über, die von Natur zur gesellschaftlichen Funktion eines allgemeinen Äquivalents taugen, auf die edlen Metalle.« Lokal unterschiedliche Äquivalente hatten den Tausch gehemmt. Der Übergang von der allgemeinen Wertform zur Geldform wurde eingeleitet, als die Menschen ab dem vierten Jahrtausend v. u. Z. lernten, Metalle zu gewinnen und zu verarbeiten. Die Metalle waren anderen Tauschmitteln überlegen. Die Geldform unterscheidet sich von der allgemeinen Wertform dadurch, dass an die Stelle der zeitlich-regional bestimmten Äquivalentware das Edelmetall tritt, für Friedrich Engels der wichtigste Fortschritt in der Entwicklung der Warenproduktion. Gold und Silber wurden Geld auf einer bestimmten Stufe der wirtschaftlichen Entwicklung. Ihre Eignung dazu resultiert erstens daraus, dass sie, vor allem das Gold, gegen Umwelteinflüsse widerstandsfähig sind und sich beliebig lange aufbewahren lassen. Schon kleine Mengen verkörpern viel Arbeit und damit hohen Wert. Widerstandsfähigkeit gegenüber Umwelteinflüssen und unbegrenzte Lagerfähigkeit ermöglichen es, den Aufwand für Stapelung und Transport gering zu halten. Zweitens besitzen sie gegenüber allen Geldvorläufern den Vorteil, in ihren Teilen qualitativ gleich und nur quantitativ unterschiedlich zu sein. Gleiche Mengen des Metalls besitzen die gleiche Wertgröße. Edelmetallgewicht und Wert verhalten sich direkt proportional zueinander. So eignen sie sich bestens dafür, »als Ausdruck der ebenfalls qualitativ gleichartigen und nur quantitativ unterschiedenen vergegenständlichten abstrakten Arbeit zu dienen.« Edelmetalle kann man drittens in kleinste Teile zerlegen. Selbst dünnste Plättchen und Goldstaub haben Wert. Die Teilbarkeit und die Möglichkeit, kleine Stücke zu großen Einheiten zusammenzufügen, machen Gold und Silber zu einem idealen Maßstab der Preise. Wertverhältnisse können stabil ausgedrückt, selbst kleinste Werte gemessen, beliebig große Werte dargestellt werden. Hoher Wert in geringen Mengen ist vorteilhaft für den Tausch. Man benötigt viertens nur kleine Mengen des Metalls, um Waren zu kaufen. Da das Metallgeld fünftens leicht transportiert werden kann, eignet es sich nicht nur für die Wertmaßfunktion, sondern auch gut für die eines Tauschmittels. Manche Eigenschaften, die Gold für die Funktion des allgemeinen Warenäquivalents so geeignet machen, besitzen andere Gegenstände in höherem Maß. Doch Diamanten z. B. kann man nicht formen und teilen wie Gold. Im Gold (und Silber) sind die Eigenschaften in nahezu vollkommener Weise vereint, die für die Geldfunktionen benötigt werden. Der innere Widerspruch der Ware zwischen Gebrauchswert und Wert zeigt sich nunmehr im äußeren Widerspruch zwischen der Ware und dem Geld. Der Warenwert hat sich endgültig verselbständigt, die Ware hat sich verdoppelt in Ware und Geld. »Der von den Waren selbst losgelöste und selbst als eine Ware neben ihnen existierende Tauschwert ist – Geld.« Der Widerspruch zwischen Gebrauchswert und Wert wird so auf höherer Stufe erneut gelöst. Jede Ware kann gegen Geld verkauft werden. Aber das so erzielte Geld muss keineswegs zum Kauf einer anderen Ware verwendet werden. An die Stelle des unmittelbaren Austauschs zweier Waren treten Verkauf und Kauf, die zeitlich auseinanderfallen. Es ist dies die erste abstrakte Möglichkeit einer Absatzkrise.

### Fazit
Die Analyse der Wertformen und die Logik ihrer Entfaltung widerspiegeln den Prozess der Auflösung der Urgesellschaft, des Jahrtausende währenden Übergangs von einer Selbstversorgungswirtschaft zur Warenproduktion. Das widersprüchliche Verhältnis zwischen den Produktivkräften und Produktionsverhältnissen äußert sich bei der Geldwerdung im Widerspruch zwischen dem Gebrauchswert und dem Wert einer Ware. Dieser Widerspruch wird temporär gelöst, indem er in veränderter Form neu gesetzt wird. Marx zeigt mit der Wertformanalyse, der logisch-historischen Darstellung der Geldwerdung, dass die einzelnen Wertformen den Entwicklungsgrad der gesellschaftlichen Produktivkräfte und ihre Wechselwirkung mit den Produktionsverhältnissen ausdrücken. Die Wertformen beruhen auf einem logischen Zusammenhang zwischen Wertform und Wertbegriff. Zugleich sind sie Praxisformen, mit denen Marx den geschichtlichen Prozess der Entstehung des Geldes logisch erklärt. »Die Schwierigkeit im Begriff der Geldform beschränkt sich auf das Begreifen der allgemeinen Äquivalentform, also der allgemeinen Wertform«, die der entfalteten Wertform folgt und deren konstituierendes Element die einfache Wertform ist. »Die einfache Warenform ist daher der Keim der Geldform.« Die Wertformanalyse liefert eine genetische Bestimmung des Geldbegriffs. Sie zeigt, wie das Wesen des Geldes aus den Ursachen und der Art seiner Entstehung erkannt werden kann. Das Geld ist kein Ergebnis bloßer Konvention der Warenbesitzer, »sondern das notwendige Produkt der Lösung der inneren Widersprüche der Ware, des Produktions- und Austauschprozesses der Waren«. Der Übergang von einer Wertform zur anderen erfolgt über gesellschaftliches Handeln, ist »also nicht ausschließlich logisch, sondern realgeschichtlich determiniert«. Die Wertformenanalyse ist für Georg Quaas eine »Darstellung historisch nachweisbarer Wertausdrücke auf Märkten und der mit ihnen verbundenen Entwicklungstendenz, die nach Marx schließlich zur Herausbildung des Geldes geführt hat.« Im Gegensatz zur Auffassung, dass es Marx in der Geldtheorie nicht gelungen sei, an den Ricardianischen Stand heranzukommen, sagt Quaas, »Marx‘ Beitrag zur ökonomischen Theorie des Geldes geht … weit über die Erkenntnisse seiner Vorgänger aus der Periode der ökonomischen Klassik hinaus.« Wichtigste Aufgabe der Analyse der Wertform ist es, zu verfolgen, wie sich der Wert der Waren verselbständigt und in einem geschichtlichen Prozess das Geld hervorbringt.

## Der Geldfetisch
Der Wert ist keine natürliche Eigenschaft der Waren, sondern ein in ihnen verkörpertes gesellschaftliches Verhältnis zwischen privaten Warenproduzenten. Er entfaltet sich logisch und historisch in Gestalt der Wertformen, wird zunächst in einem Gebrauchswert, dann in mehreren Gebrauchswerten, endlich in einem besonderen Gebrauchswert ausgedrückt, der die Eigenschaft des allgemeinen Äquivalents besitzt. Aus ihm geht aufgrund besonders günstiger Voraussetzungen für die Ausübung der Äquivalenzfunktion mit der Geldware Gold die Geldform hervor. Es sind also immer Dinge, in denen der Wert erscheint. Dinge werden getauscht, wenn ihr Gebrauchswert begehrt ist. Es scheint nun, als ob die Eigenschaften der Gegenstände den Austausch ermöglichten oder ihn unter bestimmten Bedingungen behinderten. Ob man die Ware verkaufen kann oder nicht und zu welchen Bedingungen man dies tun kann – man viel oder wenig für sie bekommt – scheint an den natürlichen Merkmalen der Dinge zu liegen. Und es scheint, als würden die Produzenten von ihren Produkten beherrscht, die ihnen gegenüber als eine »außer ihnen stehende Gewalt … als vom Wollen … der Menschen unabhängige« Macht auftreten. Herrschen die Dinge über die Menschen? Tatsächlich hängt das Schicksal der Produzenten von der Möglichkeit ab, ihre Waren auf dem Markt abzusetzen. Doch die Beziehungen der Dinge beruhen auf den unsichtbaren gesellschaftlichen Beziehungen der Warenproduzenten. Die Verkehrung der gesellschaftlichen Beziehungen der Warenproduzenten zu Beziehungen zwischen Dingen nennt Marx den Warenfetischismus. Die Eigenschaften der Ware können keine Relationen zwischen ihnen erklären. Die Relationen, also die Tauschwerte, bleiben daher rätselhaft, mystisch, gespenstisch – wie die scheinbaren Eigenkräfte z. B. der katholischen Hostie oder der zairischen »Nagelfetische« –, solange man nicht versteht, dass sie ihnen zugrunde liegende Verhältnisse der Warenproduzenten ausdrücken. Daher werden den Dingen übernatürliche Eigenschaften oder Kräfte zugeschrieben. Die Verhältnisse, die Menschen untereinander bei der Produktion eingehen, nehmen die phantasmagorische, d. h. die zauberhafte oder trügerische Form eines Verhältnisses von Dingen an. Der gesellschaftliche Charakter der privaten Arbeit wird als Natureigenschaft der Waren zurückgespiegelt, »daher auch das gesellschaftliche Verhältnis der Produzenten zur Gesamtarbeit als ein außer ihnen existierendes gesellschaftliches Verhältnis von Gegenständen.« Die Produzenten müssen ihre Waren austauschen und erst im Austausch erweist sich, ob ihre Arbeit als Teil der gesellschaftlichen Arbeit anerkannt wird. »Da die Produzenten erst in gesellschaftlichen Kontakt treten durch den Austausch ihrer Arbeitsprodukte, erscheinen auch die spezifisch gesellschaftlichen Charaktere ihrer Privatarbeiten erst innerhalb des Austauschs.« Doch das heißt nicht, dass die Produkte erst im Tausch ihren Wert erhielten. Es heißt nur, dass der in der Produktion erzeugte Wert im Tausch sichtbar gemacht wird. Die Mystifizierung der Beziehungen zwischen den Warenproduzenten durch ihre Verkehrung in Beziehungen zwischen Dingen gipfelt im Geldfetisch. Für Geld kann man im Kapitalismus alles kaufen, und es scheint, als resultiere diese Macht aus den stofflichen, naturgegebenen Eigenschaften des Geldes oder des Goldes. »Eine Ware scheint nicht erst Geld zu werden, weil die andren Waren allseitig ihre Werte in ihr darstellen, sondern sie scheinen umgekehrt allgemein ihre Werte in ihr darzustellen, weil sie Geld ist.« Das Rätsel des Geldfetischs sei nur »das sichtbar gewordne, die Augen blendende Rätsel des Warenfetischs«. Die Macht, die das Geld verkörpert, entspringt nicht den natürlichen Merkmalen des Goldes und des Silbers. Die Macht resultiert daraus, dass das Geld abstrakte, anerkannte gesellschaftliche Arbeit verkörpert und in der Funktion als allgemeines Äquivalent gesellschaftliche Verhältnisse vermittelt. Der Geldfetisch setzt den Warenfetisch fort und erreicht seinen Höhepunkt im zinstragenden Kapital bzw. im Kapitalfetisch.

## Wesen und Funktionen des Geldes

### Ware und allgemeines Äquivalent
Die Analyse der Wertformen und ihre historische Entfaltung zeigt, dass das Geld seinem Wesen nach die Ware ist, die aus der Warenwelt ausgeschlossen wird, um den Wert aller anderen Waren auszudrücken, indem sie ihn in den Preis verwandelt. Im Unterschied zur allgemeinen Wertform, die ein regional begrenztes, instabiles Äquivalent darstellte, ist die Geldform des Werts die gefestigte, über einen längeren Zeitraum und ein größeres Gebiet geltende vierte Wertform. Der von den Waren selbst losgelöste und selbst als eine Ware neben ihnen existierende Wert ist – Geld. Es komme zu einer Verdopplung der Ware in Ware und Geld. Die logisch-historische Erklärung des Geldes macht auch deutlich, dass Geld eine Ware ist. Das Gold war, bevor es Geld wurde, eine »gewöhnliche« Ware, war ein Teil der Warenwelt. Aus ihr wurde es im Ergebnis eines langen historischen Prozesses ausgeschlossen, um allgemeines Äquivalent zu sein, also Geld zu werden. Gold hört aber nicht auf, zugleich Ware zu sein, weil es jetzt eine besondere Ware geworden war. »Wer die Gegenständlichkeit des Werts leugnet, kann nicht zu einer korrekten Betrachtung des modernen Geld-, Kredit- und Bankensystems vorstoßen, sondern muss zu monetärkeynesianischen Räsonnements oder gar zu den Fadaisen der »Modern Monetary Theory« Zuflucht nehmen.« Das Wesen des Geldes verwirklicht sich über seine Funktionen. Das Wesen des Geldes besteht nach Johann Köhler darin, »Einheit von Wertmaß und Zirkulationsmittel zu sein.« Köhler bezieht sich auf Marx, der geschrieben hatte: »Die Ware, welche als Wertmaß und daher auch, leiblich oder durch Stellvertreter, als Zirkulationsmittel funktioniert, ist Geld.« Für den Warenaustausch dient Geld in folgenden Funktionen: Maß der Werte und Maßstab der Preise, Zirkulationsmittel, Schatz und Geldreserve, Zahlungsmittel und als Weltgeld. Diese fünf Funktionen bedingen sich gegenseitig.

### Maß der Werte und Maßstab der Preise
Das Geld als Wertmaß misst den Wert der Waren. Die Funktion macht das Wesen des Geldes aus. Ergebnis des Messvorgangs ist der Preis. Der Wert der Ware wird vorausgesetzt. »Das Wertmaß der Waren bezieht sich immer auf die Verwandlung der Werte in Preise, unterstellt schon den Wert.« Erst nachdem Geld seine Funktion als Wertmaß und Wertausdruck erfüllt hat, kann es die anderen Funktionen ausüben. Ehe sich Waren tauschen, müssen ihre Wertgrößen gemessen worden sein. Die Wertmessung erfolgt nicht durch den Vorgang des Bezahlens, wie manchmal behauptet wird. Sie geht ihm und dem Tausch voraus, erfolgt ideell – es bedarf der Anwesenheit des Geldes nicht – und kann auch unabhängig vom Tausch erfolgen. Ergebnis des Messens ist der Preis, egal, ob er bezahlt wird oder nicht. Er ist der Geldausdruck des Werts. Die ideelle Verwandlung des Wertes mit Hilfe des gedachten Geldes in den Preis hat mit der Größe der vorhandenen Geldmenge nichts zu tun. »Kein einziges Geldstück ist zu diesem Prozeß nötig, so wenig wie ein Längenmaß (sage Elle) reell angewandt zu werden braucht, um etwa den Erdäquator in Ellen auszudrücken.« In der Messtheorie ist weitgehend anerkannt, allerdings keineswegs von allen, dass das Messmittel von der Qualität des zu Messenden sein muss. Ein Messmittel für Längen muss lang, ein Messmittel für Gewichte schwer, ein Messmittel für Rauminhalte räumlich ausgedehnt sein. Ein Messmittel für Werte muss wertvoll sein. Das Geld muss eine Ware sein oder eine Verbindung zu ihr besitzen, weil nur eine Ware Wert hat. Bloße Zeichen oder Symbole ohne Wert können keine Werte messen. Das Geld als »äußeres« Wertmaß – das »innere« ist die Arbeitszeit – besitzt nach Marx folgende Merkmale:
- Es muss von derselben Qualität wie das zu Messende sein, das heißt Geld muss Ware sein und einen Wert haben (oder solchen repräsentieren).
- Geld verhält sich gegenüber den zu messenden Werten passiv. Die Geldware misst sich nicht selbst. Sie liefert nur dem Wertausdruck andrer Ware das Material.[71]
- Es kann wechseln, weil es von derselben Qualität ist, wie die zu messenden Erscheinungen. Der quantitative Ausdruck verändert sich. Er ist nur relativ.
- Geld kann zu einem anderen quantitativen Ausdruck führen als das innere Maß, dessen Erscheinungsform es ist. Der Preis kann durch Disproportionen von Angebot und Nachfrage von der Wertgröße abweichen. Das äußere Maß wird zu »einem nur relativen, schwankenden, unzulänglichen … Notbehelf«, einem bei allen seinen Mängeln unvermeidlichen Maß im Gegensatz zu dem immanenten, dem »natürlichen, adäquaten, absoluten Maß, der Zeit,« sagt Engels.[72]

Geld benötigt, um Wertmaß zu sein, einen Maßstab. Die Menge des Geldmaterials muss gemessen werden. Das ist eine technische Notwendigkeit. »Es ist bezeichnend«, so Stephan Krüger, »dass die bürgerliche Ökonomie, weil sie in ihrer zeitgenössischen Form weder den Unterschied zwischen Gebrauchswert und Wert, geschweige denn denjenigen zwischen konkret-nützlicher und abstrakt menschlicher Arbeit kennt, mit der Funktion des Geldes als Wertmesser oder ›numeraire‹ nur Bestimmtheiten des Geldes als Maßstab der Preise erfasst; dieses Verdikt gilt auch für Keynes.« Das natürliche Maß der Geldware Gold ist ihr Gewicht. Die Gewichtsnamen der Goldquanta sind die ursprünglichen Geldnamen des Preismaßstabs. Maßeinheit, Metallgewicht und Maßstab werden staatlich festgelegt. »Selbst bei metallischer Zirkulation trennen sich die Geldnamen der Metallgewichte nach und nach von diesen ursprünglichen Gewichtsnamen.« Die Geldeinheit erhält einen nationalen Namen, wie z. B. Dollar, D-Mark, Pfund Sterling, Rubel, Yen, Euro usw. Die Münzen unterscheiden sich von Staat zu Staat. Auch die Unterteilungen: Dreier- und Zwölfersysteme (Taler, Sechser) oder Dezimalsysteme (1 Dollar = 100 Cent, 1 Euro = 100 Cent). Die national unterschiedliche Gestaltung der Geldsysteme erweckt den Eindruck, Geld sei eine staatliche Anweisung. Man muss unterscheiden zwischen dem Wesen des Geldes und dessen staatlichen Ausprägungen und Formen. So auch zwischen dem Maß der Werte und dem Maßstab der Preise. »Als Maß der Werte und als Maßstab der Preise verrichtet das Geld zwei ganz verschiedne Funktionen. Maß der Werte ist es als die gesellschaftliche Inkarnation der menschlichen Arbeit, Maßstab der Preise als ein festgesetztes Metallgewicht. Als Wertmaß dient es dazu, die Werte der bunt verschiednen Waren in Preise zu verwandeln, in vorgestellte Goldquanta; als Maßstab der Preise mißt es diese Goldquanta.« Die Staaten legen den Maßstab der Preise fest. Das Geld misst den Wert der Waren nur als vorgestelltes oder ideelles Geld. Es ist gedachtes Geld. Die Verwandlung des Wertes mit Hilfe des Geldes in den Preis ist ein gedanklicher Vorgang. Dazu bedarf es nicht der körperlichen Anwesenheit des Geldes. Auch wenn Geld nicht da ist, kann man mit ihm rechnen. Marx spricht schon in den Grundrissen vom Rechengeld: »Als Maß dient das Geld stets als Rechengeld, und als Preis ist die Ware stets nur ideell in das Geld verwandelt.« Die Tatsache, dass Geld als Maß der Werte nur ideell auftritt und dass das Geld als Maßstab der Preise vom Staat festgelegt wird, hat zu den »tollsten Theorien« geführt. Einige Ökonomen schlossen daraus, dass das Geld eine Übereinkunft der Warenproduzenten sei, um den Tausch zu erleichtern und dass sie den Wert des Geldes willkürlich festlegten. Aber obgleich vorgestelltes Geld reicht, um die Wertmaßfunktion auszuüben, also den Waren Preise zu geben, »hängt der Preis ganz vom reellen Geldmaterial ab.« »Nichts kann daher falscher sein«, schreibt Stephan Krüger, »als aus der ideellen Form des Geldes als Wertmaß zugleich auf den ideellen Charakter des Geldes, d. h. seine komplette Loslösung von einer materiellen Geldware zu schließen.« Die Auffassung liegt der sogenannten Demonetisierung des Goldes zugrunde. Die Funktion des Geldes als Maß der Werte ist kein Selbstzweck. Sie ist Voraussetzung, um die Waren verkaufen und kaufen zu können. Nur in der Einheit von Wertmaß und Zirkulationsmittel (Kaufmittel) ist »das Geld wirkliches Geld.«

### Zirkulationsmittel
»Wenn die Tauschwerte in den Preisen ideell in Geld verwandelt werden, werden sie im Tausch, im Kauf und Verkauf, reell in Geld verwandelt, gegen Geld umgetauscht, um sich als Geld dann wieder gegen Ware umzutauschen.« Der Naturaltausch kommt ohne das Geld aus. Eine Ware wird direkt gegen eine andere Ware getauscht (W–W). Was sehr einfach scheint, konnte umständlich, langwierig, tückisch sein, in vielen Fällen sogar scheitern. Um eine Ware direkt gegen eine andere zu tauschen, bedarf es einer doppelten gegenseitigen Interessenübereinstimmung. Der Vorteil des Geldes: Als universell verwendbares Tauschmittel eignet es sich, beliebige Waren und Dienstleistungen zu erwerben. Es beseitigt das Problem des Naturaltauschs, dass sich stets die »richtigen Tauschpartner« finden müssen, die jeweils das Gut des anderen begehrten und bereit waren, dafür ihr eigenes herzugeben. Geld tritt als Zirkulationsmittel – auch Tausch- oder Kaufmittel – auf, indem es den Austausch vermittelt. Geld schiebt sich zwischen die Waren, aus einer Handlung werden zwei: der Verkauf W–G, der Salto mortale der Ware – hier entscheidet sich das Schicksal des Warenproduzenten, erweist sich, ob die Ware ein gesellschaftliches Bedürfnis befriedigt und die private Arbeit als Teil der gesellschaftlichen Gesamtarbeit anerkannt wird – und der Kauf G–W, zusammengefasst: W–G–W. Was jetzt umständlicher aussieht, erleichtert den Tausch enorm und wirkt sich anregend aus auf Produktion und Produktivkraftentwicklung. Durch das Geld verringert sich die Zahl der Tauschbeziehungen. Es vermeidet die hohen Such- und Informationsaufwendungen. Jetzt reicht es, wenn der Verkäufer einen Interessenten für seine Ware findet, der bereit ist, den Preis für sie zu zahlen. Er muss nicht mehr die Ware besitzen und herausrücken, die der ursprüngliche Verkäufer haben will. An die Stelle der doppelten tritt die einfache Übereinstimmung der Interessen. Völlig neue ökonomische Merkmale entstehen. Aus einst isolierten, abgeschlossenen Tauschakten zwischen zwei Partnern, wird eine Kette »unendlich« vieler Kauf- und Verkaufsakte, wird die Geld- und Warenzirkulation. Da Geld hier kein Selbstzweck ist, sondern die Warenzirkulation vermittelt, in Abständen eingenommen und immer wieder ausgegeben wird, muss es zwar im Gegensatz zur Wertmaßfunktion reell vorhanden sein, aber es kann durch bloße Symbole oder Zeichen ersetzt werden. Während das »materielle Substrat« des Geldes in seiner Bestimmung als Wertmaß wesentlich, seine Existenz aber unwesentlich, ja entbehrlich ist, kann das Geld als Gold und Silber, soweit es nur Mittel des Tauschs ist, durch jedes andere Zeichen, das ein bestimmtes Quantum seiner Einheit ausdrückt, ersetzt werden. »Symbolisches Geld (kann) das reelle ersetzen, weil das materielle Geld als bloßes Tauschmittel selbst symbolisch ist.« Minderwertige Münzen – Scheidemünzen aus Kupfer, Messing oder Eisen, deren Realwert kleiner als der aufgeprägte Nominalwert ist – haben den Charakter von Geldzeichen. Sie sind Vertreter des vollwertigen Geldes. Ebenso das Papiergeld. Vom Staat ausgegeben und mit einem Zwangskurs versehen, vermittelt es die Warenzirkulation. »Das Münzdasein des Goldes scheidet sich völlig von seiner Wertsubstanz. Relativ wertlose Dinge, Papierzettel, können also an seiner Statt als Münze funktionieren. In den metallischen Geldmarken ist der rein symbolische Charakter noch einigermaßen versteckt. Im Papiergeld tritt er augenscheinlich hervor.« Papiergeld ist repräsentatives Geld, fungiert als Stellvertreter der Geldware. »Weil Geld in bestimmten Funktionen durch bloße Zeichen seiner selbst ersetzt werden kann, entsprang der andre Irrtum, es sei bloßes Zeichen.« China hatte bereits im siebenten Jahrhundert Papiergeld, in Amerika wurde es erstmals 1690 in Umlauf gesetzt. Frankreich folgte 1716, Russland 1769 und England während der Napoleonischen Kriege (1800–1815). Im 17. Jahrhundert wurden die schon seit Jahrhunderten bekannten Wechsel durch das Indossament beliebtes Zirkulationsmittel. Marx spricht vom Handelsgeld. Handelsgeld ist eine Art Kreditgeld – Geld, das »richtiges« Geld fordert – und nur soweit die Wechsel »schließlich durch Ausgleichung von Forderung und Schuld sich aufheben, fungieren sie absolut als Geld, indem dann keine schließliche Verwandlung in Geld stattfindet.« Zu den Kreditgeldarten bzw. Geldsurrogaten zählen ferner die konvertiblen Banknoten und das Buchgeld bzw. das Giralgeld.

### Wertaufbewahrungsmittel und Geldreserve
Während das Geld als Maß der Werte nur ideell ist und als flüchtiges, von Hand zu Hand gehendes Zirkulationsmittel durch Symbole bzw. Zeichen vertreten werden kann, kommt es in der Funktion als Wertaufbewahrungsmittel auf die Werthaltigkeit an: »Die Ware, welche als Wertmaß und daher auch, leiblich oder durch Stellvertreter, als Zirkulationsmittel funktioniert, ist Geld. Gold (resp. Silber) ist daher Geld. Als Geld funktioniert es, … wo es in seiner goldnen (resp. silbernen) Leiblichkeit erscheinen muss, daher als Geldware, also weder bloß ideell, wie im Wertmaß, noch repräsentationsfähig, wie im Zirkulationsmittel«. Folgt dem Verkauf der Ware W–G nicht sofort der Kauf G–W, fällt Geld aus der Zirkulation heraus und wandert in die Depots. Es wird Schatz oder Reserve für Zahlungen. Der Trieb der Schatzbildung ist »von Natur maßlos. Qualitativ oder seiner Form nach ist das Geld schrankenlos, d. h. allgemeiner Repräsentant des stofflichen Reichtums, weil in jede Ware umsetzbar.« Die Funktion des Geldes als Mittel der Wertaufbewahrung bzw. als Schatz entspringt aber keinesfalls nur dem Bereicherungstrieb. Die Funktion ist auch für die Reproduktion nötig. Geld wird zurückgehalten, quasi als Wertspeicher, um zu einem späteren Zeitpunkt Käufe mit ihm zu tätigen. Insofern könnte man auch von einer Zeitüberbrückungsfunktion des im Schatz gespeicherten Geldes sprechen. Die Zeit zwischen der Einnahme des Geldes und seiner Ausgabe, dem Zeitpunkt der Bedarfsdeckung, wird überbrückt. Jeder Warenproduzent muss in gewissen Zeitabständen Arbeitsgegenstände und Arbeitsmittel ersetzen oder zusätzlich erwerben. Das dazu erforderliche Geld sammelt er nach und nach an. Er bereitet so die Ersatz- oder Erweiterungsinvestition vor. Aber auch aus der Gesamtperspektive wird die Bedeutung der Funktion klar: Die für die Zirkulation erforderliche Geldmenge schwankt. Sie steigt und fällt, weil sich Produktionsvolumen, die Preise und die Umlaufgeschwindigkeit des Geldes unentwegt ändern. Vorübergehend für Zahlungen nicht benötigtes Geld fließt in den Schatz und kehrt zurück, wenn es in der Zirkulation wieder gebraucht
wird. Die Wertaufbewahrungs- oder Schatzfunktion des Geldes federt die beständigen Schwankungen der Warenzirkulation ab, ist eine Pufferfunktion. »Die Schatzreservoirs dienen zugleich als Abfuhr- und Zufuhrkanäle des zirkulierenden Geldes, welches seine Umlaufkanäle daher nie überfüllt.« Insofern ist die Wertaufbewahrungsfunktion untrennbar mit der Funktion des Geldes als Zirkulationsmittel verbunden, die sie ergänzt und ermöglichen hilft. Sie gewährt die Flexibilität des Geldumlaufs und sichert, dass stets die für die Zirkulation benötigte Geldmenge zirkuliert. Nicht alles außerhalb der Zirkulation befindliche Geld ist unmittelbare Reserve für den Umlauf. Große Teile von ihm nehmen keine direkte Zeitüberbrückungsfunktion wahr. Sie werden relativ dauerhaft zurückgehalten bzw. verweilen in anderen Anlagen. Latent stellen aber auch sie Zirkulationsmittelreservoir dar und können jederzeit in den Umlauf zurückfließen. Die Marxschen Aussagen beziehen sich zunächst auf die Geldware Gold, treffen aber auch dort zu, wo verschiedene Kreditgeldarten als Anspruch auf Geldware auftreten. Zwar lassen sich auch die Arten des Kreditgelds – unbefristete und übertragbare Forderungen, wie z. B. Banknoten – anhäufen. Die wahre Substanz des Schatzes aber war zur Marx' Zeiten die Geldware. Mit ihr wurden Zahlungsforderungen eingelöst, die sich nicht untereinander ausglichen. Dazu ist nur geeignet, was selbst Wert hat, die Geldware und keine Schuldforderungen. Da Papiergeld mit Annahmezwang – Gläubiger müssen es als Aufhebung jedweder Schuld akzeptieren – im modernen Geldwesen nicht mehr Anspruch auf Geldware ist, entfällt die Notwendigkeit, den Metallschatz »als Garanten der Konvertibilität der Banknoten und als Angelpunkt des ganzen Kreditsystems« zu bewahren.

### Zahlungsmittel
Typisch für die moderne Warenproduktion ist, dass die Veräußerung der Ware und ihre Bezahlung zeitlich auseinanderfallen. Durch die Trennung beider Handlungen entsteht die Funktion des Geldes als Zahlungsmittel. Verkauft wird die Ware gegen das Versprechen, später zu zahlen. Es wird auf Kredit gekauft. Kreditkäufe sind objektiv notwendig, wo unterschiedliche Produktions- und Zirkulationszeiten überbrückt werden müssen. Der Bauer muss Maschinen, Saatgut und Dünger kaufen, bevor er pflanzen, säen und ernten sowie seine Produkte verkaufen kann. Unternehmer in fast allen Branchen kaufen Maschinen und Material auf Kredit, der später aus dem Erlös der hergestellten Erzeugnisse getilgt wird. Das Geld ist auch beim Kreditkauf zunächst ideelles Wertmaß, verwandelt den Wert in den Preis, mit dem der Wert ausgedrückt wird. Dann ist es Zirkulations- bzw. Kaufmittel, aber kein reelles, sondern ideelles Mittel. Es wird für die Übergabe der Ware nicht körperlich gebraucht, weil es sich durch Forderungen auf sich selbst – Wechsel, Buchgeld – vertreten lässt. Erst wenn am Tag der Fälligkeit der Käufer das Zahlungsversprechen – das zugleich eine Zahlungsforderung des Verkäufers ist – einlöst, tritt Geld in Erscheinung. Aber nicht als Zirkulationsmittel, denn die Übergabe der Ware vom Verkäufer an den Käufer hatte bereits stattgefunden. Das Geld tritt jetzt als Zahlungsmittel in die Zirkulation ein. »Das Zahlungsmittel tritt in die Zirkulation hinein, aber nachdem die Ware bereits aus ihr ausgetreten ist. Das Geld vermittelt nicht mehr den Prozess. Es schließt ihn selbständig ab, als absolutes Dasein des Tauschwerts oder allgemeine Ware.« Bis zum Tag der Einlösung des Zahlungsversprechens besitzt zwar der Käufer die Ware. Er ist aber noch nicht ihr Eigentümer. Der Eigentümerwechsel findet erst statt, wenn der Käufer seine Zahlungsverpflichtung einlöst. Mit der Funktion des Geldes als Zahlungsmittel, mit dem Kauf auf Kredit erweitern und vertiefen sich die ökonomischen Abhängigkeiten der privaten Warenproduzenten. Aus Verkäufern und Käufern werden Gläubiger und Schuldner. Das Verhältnis zwischen Gläubigern und Schuldnern ist »minder gemütlich«, als das zwischen Verkäufern und Käufern. Zahlt der Käufer nicht, »so finden Zwangsverkäufe seiner Habe statt.« Heute erfüllt Zentralbankgeld die Zahlungsmittelfunktion. Wie unter Bedingungen der Konvertibilität der Banknoten in Gold, der Wahrnehmung der Zahlungsmittelfunktion durch das Gold, lediglich ein »im Vergleich mit der Gesamtproduktion unbedeutendes Quantum Metall« erforderlich war, so benötigt man unter heutigen Bedingungen Zentralbankbargeld auch nur in dem Maße, wie sich gegenseitige Forderungen und Verbindlichkeiten nicht aufrechnen lassen. Nicht mehr die Geldware Gold, sondern die Zentralbanknote löst die Gläubiger-Schuldner-Verhältnisse endgültig auf, wobei in der Regel die Gläubiger mit der Überweisung von Zentralbankbuchgeld auf ihre Konten zufrieden sind. Bei der für das Kreditgeschäft eigenartigen Trennung von Verkauf/Kauf und Bezahlung der Ware fungiert die Zentralbanknote zugleich als ideelles Kaufmittel. In Form des Wechsels oder Buchgelds, Forderungen auf sich selbst, ermöglicht sie den Übergang der Ware vom Verkäufer zum Käufer. Als Zahlungsmittel schließt die Zentralbanknote den Prozess ab, der durch Kreditgeldarten, v. a. durch Buchgeld, als Zirkulationsmittel vermittelt worden war. „Das Kreditgeld“, sagt Marx, „entspringt unmittelbar aus der Funktion des Geldes als Zahlungsmittel, indem Schuldzertifikate für die verkauften Waren selbst wieder zur Übertragung der Schuldforderungen zirkulieren.“ Mit den Kreditkäufen entsteht eine Kette gegenseitiger Verbindlichkeiten, die reißt, wenn ein Schuldner zahlungsunfähig wird. Die Zahlungsunfähigkeit des Einzelnen kann zu der von vielen führen. Aus der Funktion des Geldes als Zahlungsmittel entspringt die zweite abstrakte Möglichkeit einer Wirtschaftskrise, die sich als Geldkrise äußert. Allgemein verweist die Zahlungsmittelfunktion des Geldes auf Geldbewegungen ohne unmittelbare materielle Gegenleistung. Beispiele für die Ausübung dieser Funktion sind Kredittilgungen, Einzahlungen auf und Auszahlungen von Konten, Steuern, soziale Transfers, Strafen usw.

### Weltgeld
Die Erweiterung nationaler Märke zum Weltmarkt entwickelt das Geld zum Weltgeld. In dieser Funktion nimmt das Geld seine nationalen Funktionen als Wertmaß, Zirkulations-, Zahlungs- und Wertaufbewahrungsmittel für die Warenzirkulation auf dem Weltmarkt wahr. »Die Funktion als Zahlungsmittel, zur Ausgleichung internationaler Bilanzen, herrscht vor.« Solange alle Währungen offiziell an das Gold gebunden waren, bestanden über
die Geldware feste Relationen zwischen ihnen. Es verband die nationalen Wirtschaften, verhinderte grundlegende Unterschiede in der Preis- und in der zyklischen Bewegung der Wirtschaft. Das Geld als Weltgeld streift seine nationale Form ab und trat in seiner ursprünglichen Gestalt als Gold auf, zum Beispiel in Barrenform. Alfred Lemmnitz schreibt, dass bei gegenseitigen Verrechnungen das Gold als ideelles Maß der Werte und, sofern sich die Zahlungsverpflichtungen ausglichen, nur als ideelles Rechengeld auftrat. Und »der kommerzielle Kredit, der dem Warenaustausch dient, und sein Instrument, der Wechsel, wurden zum Hauptvermittler des Welthandels.« Gold fungierte als Reservefonds für den Ausgleich der Bilanzen. Der Verkauf von Waren auf dem Weltmarkt erfolgt gewöhnlich auf dem Wege des Kredits und wird durch den Ausgleich der Handels- bzw. Leistungsbilanzen geregelt. Eine Geldbewegung erfolgt nur zum Ausgleich der Salden. Die Devisen, d. h. die Handels- und Bankwechsel, Banknoten, Münzen und Guthaben in ausländischer Währung »entwickelten sich fortan zu einer Form von internationalem Kreditgeld, das neben dem Gold als Weltgeld-Stellvertreter fungierte.« Weltgeldfunktionen werden nicht nur vom Dollar wahrgenommen, sondern auch von anderen kapitalistischen Währungen, vor allem vom Euro, Yen und Schweizer Franken.

## Das Geldumlaufgesetz

### Einfaches Geldumlaufgesetz
Das Geld als Zirkulationsmittel »haust beständig in der Zirkulationssphäre und treibt sich beständig in ihr um. Es entsteht also die Frage, wieviel Geld diese Sphäre beständig absorbiert.« In der einfachen Version des Geldumlaufgesetzes wird das Geld nur in seiner Funktion als Zirkulationsmittel (Mittel des Tausches) betrachtet. Eine einfache Überlegung führt uns zu der Erkenntnis, dass die Geldmenge, die für die Güterzirkulation benötigt wird, so groß wie die Preissumme des Gütervolumens sein muss, wenn jede gleichnamige Geldeinheit (z. B. ein Euro, eine 10 $-Münze usw.) jeweils nur einmal zu Zahlungen genutzt wird. Geschieht das jedoch häufiger, verringert sich die notwendige Geldmenge. Die Anzahl oder Häufigkeit, mit der eine Geldeinheit durchschnittlich zu Zahlungszwecken verwendet wird, nennt man Geldumlaufgeschwindigkeit. Es gilt: Geschwindigkeit ersetzt Menge. Die Beziehungen werden in folgender Gleichung ausgedrückt: Geldmenge M = Preissumme des Güterangebots QP dividiert durch Geldumlaufgeschwindigkeit V, wobei P = Preisdurchschnitt oder Preisniveau und Q = Gütermenge oder Handelsvolumen.
{\displaystyle M=QP\div V}.
»Das Gesetz, das die Quantität der Zirkulationsmittel bestimmt ist durch die Preissumme der zirkulierenden Waren und der Durchschnittsgeschwindigkeit des Geldumlaufs, kann auch so ausgedrückt werden, daß bei gegebner Wertsumme der Waren und gegebner Durchschnittsgeschwindigkeit ihrer Metamorphosen, die Quantität des umlaufenden Geldes oder des Geldmaterials von seinem eignen Wert abhängt. Die Illusion, daß umgekehrt die Warenpreise durch die Masse der Zirkulationsmittel und letztre ihrerseits durch die Masse des in einem Lande befindlichen Geldmaterials bestimmt werden, wurzelt ... in der abgeschmackten Hypothese, daß Waren ohne Preis und Geld ohne Wert in den Zirkulationsprozeß eingehn, wo sich dann ein aliquoter Teil des Warenbreis mit einem aliquoten Teil des Metallbergs austausche.« Die Frage, ob die Geldmenge die Preise oder umgekehrt die Preise die Geldmenge bestimmen, hat Marx damit für sich klar beantwortet. Die Vertreter der »Currency-Theorie« John Ramsay McCulloch (1789–1864), Samuel J. L. Overstone (1796–1883), David Ricardo (1772–1823), Robert Torrens (1780–1864) glaubten, dass die angebotene Geldmenge exogen bestimmt ist. Die Politik der Notenbank entscheide über ihre Höhe. Das Preisniveau und damit auch der Geldwert sind davon abgeleitete Größen. Sie sind abhängig von der Höhe der Geldmenge. Eine verstärkte Ausgabe von Banknoten erhöhe die Preise und senke dadurch den Geldwert. Die Vertreter der Banking-Theorie Thomas Tooke (1774–1858) und John Fullarton (um 1780–1849) behaupteten umgekehrt, dass der Preis ursprünglich sei. Er und damit der Geldwert sind die exogenen Größen. Die Geldmenge passe sich an die Preise und damit an den schwankenden Bedarf der Wirtschaft an. Sie sei eine endogene, eine abgeleitete Größe. Auf dem »Geldmarkt« begegneten sich kein unabhängiges Geldangebot und eine Geldnachfrage, vielmehr bilde sich im güterwirtschaftlichen Bereich eine Nachfrage nach Geld, die stets die benötigte Geldmenge in die Zirkulation fließen lasse. Tooke und Fullarton, denen Marx zustimmte, begründeten ihre Ansicht damit, dass die Banken Geld ausgeben, indem sie Warenwechsel diskontieren, d. h. Warenwechsel zum Diskontsatz kaufen. Die Erhöhung der Preise und Geschäftsumsätze geht der Erhöhung des Notenumlaufes voraus. Die Wirtschaft könne gar nicht mit Geld überversorgt sein. In den Auffassungen zwischen Keynesianern (Fiskalisten) und Monetaristen wiederholt sich heute, wenn auch im Detail modifiziert und durch neue Argumente angereichert, grundsätzlich der alte Streit. Die »Currency«-Position wird heute von den Monetaristen vertreten. Die Geldmenge sei die bestimmende, Preisniveau und Geldwert die davon abgeleiteten Größen. Keynesianer halten die »Banking«-Theorie für richtig: Wirtschaftsakteure entscheiden durch ihr Verhalten über das Preisniveau. Die Geldmenge als endogene Größe passe sich daran an. Der Gegensatz der Auffassungen kann mit der Quantitätsgleichung des Geldes verdeutlicht werden (auch Fishersche Verkehrsgleichung genannt: M · V = Q · P, wobei M = Geldmenge, V = Umlaufgeschwindigkeit des Geldes, Q = Handelsvolumen, P = Preisniveau).
Currency-Interpretation:
Ursache = M · V (die zahlungswirksame Geldmenge); Wirkung = Q · P (Preissumme des Güterangebots)
Banking-Interpretation:
Ursache = Q · P; Wirkung = M · V

### Erweitertes Geldumlaufgesetz
Marx hat die Quantitätstheorie umgekehrt interpretiert als später Irving Fisher, dessen Verkehrsgleichung bis heute als Inbegriff der modernen Quantitätstheorie gilt, und er hat den Zusammenhang zwischen der zirkulierenden Geldmenge und der Preissumme des im gleichen Zeitraum umgesetzten Handelsvolumen auch präziser und differenzierter erfasst. Er schreibt: „Das Gesetz über die Quantität des zirkulierenden Geldes, wie es sich aus der Betrachtung des einfachen Geldumlaufs ergab, wird wesentlich modifiziert durch den Umlauf des Zahlungsmittels. Bei gegebener Umlaufsgeschwindigkeit des Geldes, sei es als Zirkulationsmittel, sei es als Zahlungsmittel, wird die Gesamtsumme des in einem gegebenen Zeitabschnitt zirkulierenden Geldes bestimmt sein durch die Gesamtsumme der zu realisierenden Warenpreise [plus] der Gesamtsumme der in derselben Epoche fälligen Zahlungen minus der durch Ausgleichung sich gegeneinander aufhebenden Zahlungen. Das allgemeine Gesetz, daß die Masse des umlaufenden Geldes von den Warenpreisen abhängt, wird dadurch nicht im geringsten berührt, da der Belauf der Zahlungen selbst durch die kontraktlich festgesetzten Preise bestimmt ist. Es zeigt sich aber schlagend, daß selbst Geschwindigkeit des Umlaufs und Ökonomie der Zahlungen als gleichbleibend vorausgesetzt, die Preissumme der in einer bestimmten Periode, z. B. einem Tag, zirkulierenden Warenmassen und die Masse des an demselben Tag zirkulierenden Geldes sich keineswegs decken, denn es zirkulieren eine Masse Waren, deren Preis erst künftig in Geld realisiert wird, und es zirkuliert eine Masse Geld, wofür die entsprechenden Waren längst aus der Zirkulation herausgefallen sind. Die letztere Masse selbst wird davon abhängen, wie groß die Wertsumme der Zahlungen ist, die an demselben Tag fällig werden, obgleich sie zu ganz verschiedenen Perioden kontrahiert sind.“ Wird also beachtet, dass das Geld als Zahlungsmittel auftreten kann, die Zahlungen in anderen Perioden als die Leistungen erfolgen können und dass sich auch Zahlungen durch bi- und multilaterale Verrechnungen ausgleichen, modifiziert sich das Geldumlaufgesetz erheblich. Die zirkulierende Geldmenge M erhält man jetzt, indem man im Zähler von der Preissumme des Güterangebots Q · P die sich ausgleichenden Zahlungen und die erst in den nachfolgenden Perioden fällig werdenden Zahlungen subtrahiert, die in der laufenden Periode fälligen Zahlungen aus Güter- und Leistungstransaktionen der Vorperioden addiert. Hinzugefügt werden müssen außerdem die Vorschüsse (Anzahlungen) auf Leistungen, die in nachfolgenden Perioden erbracht werden. Der so modifizierte Zähler ist durch die Umlaufgeschwindigkeit des Geldes zu dividieren. Die Geldmenge M oder die wirksam werdende monetäre Nachfrage MV sind nach Marx endogen bestimmt. Sie sind das Resultat aus der Preissumme des Handelsvolumens einer gegebenen Periode, der Differenz zwischen den aus vergangenen Perioden fällig werden Zahlungen und den erst in folgenden Perioden anfallenden Zahlungen für Leistungen der betrachteten Periode, den sich ausgleichenden Zahlungen und den in der gegebenen Periode geleisteten Vorschüssen für Leistungen, die erst in späteren Perioden in Anspruch genommen werden. Die präzisierte Quantitätsgleichung des Geldes lautet:
MV = QP + fZV – fZN  - AZ + VS, wobei bedeuten:
M	die zirkulierende Geldmenge,
V 	die Geldumlaufgeschwindigkeit,
MV	die zahlungswirksam werdende Geldmenge,
Q	das Handelsvolumen,
P	das Preisniveau (der Preisdurchschnitt),
QP	die Preissumme des Handelsvolumens,
fZV 	die fälligen Zahlungen für Leistungen aus Vorperioden,
fZN 	die in nachfolgenden Perioden fälligen Zahlungen für Leistungen der gegebenen Periode,
AZ	die sich durch gegenseitige Leistungen ausgleichenden Zahlungen,
VS	die Vorschüsse (Anzahlungen) für in Folgeperioden geplante Leistungen.

## Kritik, Einwände, Zweifel

### Antiwerttheoretische Argumente
Obwohl Marx' Aussagen über das Geld alle wesentlichen Aspekte umfassen – Ursprung, Entstehung, Wesen, Funktionen, Arten, Umlauf – behaupten Kritiker, er habe keine in sich geschlossene Geldtheorie entwickelt, ohne Belege zu erbringen, was an ihr offen geblieben, mangel- oder lückenhaft sein soll. (Vgl. auch Artikel Geldtheorie). Im Gegenteil: Marx bietet nicht nur eine komplexe, in sich widerspruchsfreie, alle Aspekte des Themas umfassende Geldtheorie. Er verknüpft die Geldtheorie auch logisch und historisch mit der Werttheorie, der Kapital- und der Mehrwerttheorie. Seine Geldtheorie ist kohärent und konsistent verwoben mit den anderen Theorien der Politischen Ökonomie, die sich als ein in sich geschlossenes Gesamtsystem an Theorien darstellt. Dennoch wird behauptet, Marx' Leistung für die Geldtheorie bestehe nicht in der Aufstellung neuer Thesen, sondern in der Art und Weise, wie er die vorgefundenen Lehrsätze untereinander verschmolzen und in sein System eingefügt habe. Bruno Fritsch erklärt, die Marx’sche Geldtheorie sei »einer der theoretisch schwächsten Teile seines Gesamtsystems«, dazu angeregt durch Joseph Schumpeter, der verkündet, dass es Marx in der Geldtheorie nicht gelungen sei, »an den Ricardianischen Stand heranzukommen«. Schumpeter teilt Ricardos Auffassung über den Zusammenhang von Geldmenge und Preis, die Marx ablehnt. Fritsch hält aber andererseits Marx' Ursprungstheorie des Geldes für gelungen und verteidigt sie gegen unbegründete Vorwürfe Blocks. Die Einordnung der Marxschen Geldtheorie sei umstritten, weil einerseits unter anderem die stark wertende Geldtheorie des Marxismus Geld als sozioökonomisch erzeugtes „Blendwerk“ erscheinen ließe, das die „wahren Werte“ verfälsche. Andererseits habe sie die Kontroverse zwischen Metallismus und Nominalismus durch eine heute überholte metallistische Auffassung nicht beenden können. Behauptet wird ferner, Autoren wie Schumpeter hätten Marx zu Unrecht als Warentheoretiker des Geldes und Vertreter einer traditionellen Arbeitswertlehre interpretiert. „Die Logik von Marx (laufe) der der Warentheoretiker genau zuwider. Während er eine Geldware als Grundlage des Geldsystems postulierte, begründete er den Wert des Geldes nicht in Waren.“ Ökonomen, die die Arbeitswerttheorie für eine falsche Theorie halten, müssen konsequenterweise die genetisch-logischen Beziehungen zwischen Geld und Arbeitswert ablehnen. Für sie ist Geld etwas anderes, z. B. eine Opfergabe, ein Element sakraler Rituale oder als Hortgeld ein Status- und Geltungssymbol. Es entwickele sich nicht aus dem Tausch, sondern ginge ihm historisch voraus. Der Tausch hätte das fertige Geld als seine Voraussetzung vorgefunden. Menschen haben sich bekannter Wertmaßstäbe und vorhandener Mittel bedient, um Werte aufzubewahren und zu übertragen. Sie hätten das Geld genutzt, bevor sie begannen, Güter auszutauschen. Der Geldbegriff sei logisches Apriori aller wirtschaftlichen Begriffe. »Am (logischen) Anfang steht das Geld.« Das moderne Wirtschaftsleben sei dessen Produkt. Im Rahmen der monetären Werttheorie wird diese Auffassung geteilt. Von allen Auffassungen über das Wesen des Geldes am geläufigsten: Geld ist ein technisches Hilfs- und Schmiermittel, um den Warentausch zu erleichtern, oder »nichts anderes als ein technisches Hilfsmittel der sozialen Skontration.«
Für manche ist Geld ein »pfiffig ausgedachtes Auskunftsmittel« – Marx widersprach entschieden –, eine anonyme Bestätigung für eine erbrachte oder zu erbringende Leistung, bloßes Mittel zum Erwerb von Gegenleistungen, ein übertragbarer Anspruch auf Teile des Sozialprodukts, abstrakte Rechnungseinheit, inhalts-, körper- und wertlos, oder eine »Anweisung« ähnlich einem »Eintrittsbillett« oder einer »Spielmarke«. Für andere ist Geld ein Mittel der Kommunikation, ein Signal oder bloßes Zeichen, zur Natur des Menschen gehörig wie die Sprache, in der sich Menschen über Werte und Wertrelationen verständigten, und mystisch: ein Symbol und eine Mischung aus Wissen, Nichtwissen, Glauben und Vertrauen. Geld sei »keine materielle, sondern eine hochgradig spirituelle Angelegenheit … etwas rein Geistiges.« Es ist »das universellste und effizienteste System des gegenseitigen Vertrauens«, oder einfach ein Nichts, geschöpft aus Nichts.
In nominalistischen Geldtheorien erscheint das Geld als ein Produkt des Staates. Die christlichen Philosophen des Mittelalters, die Scholastiker, glaubten, dass der Wert des Geldes nicht aus den Beziehungen der Warenproduktion resultiere. Als »valor impositus« komme er vielmehr durch Befehl der Staatsgewalt zustande. Georg Friedrich Knapp hat diese Gedanken aufgenommen und zugespitzt. Geld verdanke seine Entstehung und Anerkennung einer Übereinkunft der Menschen, einen bestimmten Gegenstand als Zahlungsmittel anzunehmen. Geld wird zu einer juristischen Kategorie und der Staat zu dessen Schöpfer. John M. Keynes schließt sich der Meinung an, dass das Geld ein Geschöpf der Rechtsordnung sei. In neuerer Zeit wird die Auffassung, dass der Staat das Geld unbegrenzt aus dem Nichts schöpfe, in Form der Modern Monetary Theory (MMT) propagiert.
In Deutschland vertreten Dirk Ehnts, Michael Paetz und Maurice Höfgen diese Auffassung. Widersprochen wird Ehnts vor allem von Georg Quaas, der an der MMT die Annahme kritisiert, dass der Staat Geld aus dem Nichts schaffen könne. Geld entstehe so wenig wie eine Wolke aus dem Nichts, es sei denn, man abstrahiert von allen Voraussetzungen der Entstehung. Stephan Krüger sagt, die MMT überschreite die Grenze zu »Funny Science«, indem sie die Bedingungen der Kapitalverwertung und Kapitalakkumulation ignoriert. Ingo Stützle und Klaus Müller kritisieren, dass die MMT das Geld vom Wert, den sachlichen und Arbeitsressourcen, d. h. vom güterwirtschaftlichen Bereich, gedanklich abkoppelt. Der Staat sei zwar beim Gelddrucken souverän, was er aber damit bewirke, hänge ab von den materiellen Ressourcen und den Bedingungen der Kapitalverwertung. »Er kann Anweisungen ausgeben, aber damit keinen Wert schaffen, keine Verwertung garantieren.« Ferner kritisiert Stützle an der MMT prinzipiell das Fehlen eines „adäquaten Begriff[] von Geld“ und „von Kapitalismus“, und das „gesellschaftliche[n] Machtverhältnisse“ nicht berücksichtigt würden. Müller ergänzt: »Ob eine Volkswirtschaft arm oder reich ist«, so Müller, »hängt nicht davon ab, wie viel Geld sie besitzt. Natürliche Ressourcen, Arbeitskräfte, Wissen, Konsum- und Investitionsgüter sind entscheidend; keine Notenpresse kann aus Bangladesch ein reiches Land machen.«

### Intramarxistische Kontroversen

#### Wider die Wertformanalyse
Auch von marxistischen und Marx-affinen Ökonomen wird in neuerer Zeit die arbeitswerttheoretische Begründung des Geldes angezweifelt. Helmut Reichelt behauptet, der Begriff des Geldes bei Marx ließe sich nicht mit dessen arbeitswerttheoretischer Konzeption vereinbaren. Es gäbe keine Waren, die ihren Wert ausdrückten, denn der Wert sei die Austauschbarkeit. Marx habe sich mit der These vom Doppelcharakter der Arbeit eine Lösung des Problems endgültig verbaut. Dieter Wolf wirft Reichelt vor, die abstrakte Arbeit nicht als eine spezifisch gesellschaftliche Form der Arbeit, sondern nur als konkret-nützliche Arbeit wahrzunehmen und das Geld nicht aus dem Tausch der Waren, sondern aus dem Denken abzuleiten. Wolf hält Reichelts Überlegungen für absurd: Produkte werden nicht wie bei Reichelt in Waren verwandelt, indem sie auf das allgemeine Äquivalent bezogen werden, das ohne die Beziehung der Waren zueinander in den Gedankenbewegungen der Austauschenden entstanden sei. Sie sind Waren und austauschbar, weil sie als Produkte für die Gesellschaft produziert werden. Reichelt vergesse „völlig, dass alles, was Marx hinsichtlich der relativen Wertform und der jeweiligen Äquivalentform im ersten Kapitel ausführt, außerhalb der Reichweite des Bewusstseins der Austauschenden liegt.“ Hans-Georg Backhaus sagt, in der Wertformanalyse ginge es Marx nicht um den historischen Vorgang der Geldentstehung bzw. »um die Lösung irgendwelcher >Geldrätsel<, sondern um sehr genau bestimmte Aporien der traditionellen Geldtheorie«, also um unlösbare theoretische Probleme. Es sei nicht einzusehen, »dass die [...] logische Entwicklung des Geldes irgendetwas mit einem wirklichen Vorgang zu tun haben könnte, der sich zu irgendeiner Zeit wirklich zugetragen hat [...] Marx meidet [...] jede Berührung mit der Wirklichkeit.« Marx komme es bei der Analyse der Wertform auf den Zusammenhang von Form, Substanz und Größe des Werts an, so Michael Heinrich, »und nicht etwa auf eine abstrakte Rekonstruktion der historischen Entwicklung der Wertformen.« Außerdem sei die Einfügung der Geldform in die Wertformanalyse „nicht nur ein Bruch in der dialektischen Darstellung. Marx verwischt damit zugleich den begrifflichen Unterschied zwischen der Formanalyse der Ware und der Untersuchung des Austauschprozesses“, behauptet Heinrich. „Ganz im Gegenteil“, entgegnet Wolf, „wenn eine Ware, die allgemeines Äquivalent ist, erst durch einen historischen Vorgang zu Geld wird, dann muss die Geldform eingefügt ... werden.“ Schließlich will Marx das Geldrätsel lösen. „Für die Geldform ist alles wesentliche ... mit der Ableitung der Äquivalentform erledigt, so dass für die Erklärung der Geldform nur das historische Element herangezogen zu werden braucht.“ Behauptet wird auch, das Geld sei vor der Ware und dem Wert dagewesen, auch Marx habe bei der Darstellung des Tauschwerts das Geld bereits vorausgesetzt, davon aber aus populistischen Gründen abstrahiert. Tauschakte vor dem Geld – einen »prämonetären« Tausch – habe es nirgendwo und zu keiner Zeit gegeben oder – einschränkend – ein solcher wäre nie quantitativ bedeutsam oder gar vorherrschend gewesen. Und wenn doch, dann ließe sich nicht nachweisen, dass sich eine Geldware aus dem großen Kreis der Äquivalentwaren abgesondert hätte. Für David Graeber ist die Mär des Adam Smith vom Tauschhandel »der große Gründungsmythos der Wirtschaftswissenschaften«, eine »Fantasievorstellung«, ein von Ökonomen ersonnenes »fernes Märchenland«. »So logisch und plausibel die Marxsche Wertformenanalyse ist, historisch ist sie kaum haltbar« Gustav Cassel dagegen schreibt, es sei »eine bemerkenswerte Tatsache, dass Gold immer in einer Einheit gemessen wurde, die dem Wert eines Ochsen entsprach« und selbst mit dem Namen Ochse bezeichnet wurde. Das zeigt die sprachgeschichtliche Verknüpfung der Geldware Gold mit einem seiner Vorläufer. Dennoch meint David Harvey, dass die »historische Beweiskraft … für die Entstehung der Geldware reichlich dürftig (sei). Geld- und warenähnliche Systeme, religiöse Ikonen, symbolische Zeichen und dergleichen gibt es schon seit langem […] Angesichts der archäologischen und historischen Befunde würden heute wahrscheinlich viele feststellen, dass die Geldform überhaupt nicht auf die von Marx dargelegte Weise entstanden ist […] Das historische Argument ist also schwach, das logische Argument ist stark.« Lucas Zeise und David Graeber sagen, Geld sei nicht aus dem Tausch entstanden, es sei eine Verrechnungseinheit, die aus frühen Kreditbeziehungen resultiere. Ingo Stützle widerspricht der These, dass das Geld aus dem Kredit hervorgegangen sei. Er stimmt dem Wirtschaftshistoriker Karl Polanyi zu, der sagt, Geld könne erst Zahlungsmittel werden [...], wenn es als Tauschmittel allgemein akzeptiert ist. Auch Klaus Müller erscheint es realistischer, dass eine Kreditwirtschaft erst entstehen konnte, nachdem sich ein geregelter Zahlungsverkehr durchgesetzt hatte, der das Bedürfnis weckte, einfacher und risikoärmer zu zahlen sowie Zahlungsstockungen zu vermeiden.

#### Gold und die Geldware
Unter marxistischen Geldtheoretikern auch umstritten: Ist Gold noch Geld, obgleich es nicht mehr in Form von Münzen an der Zirkulation teilnimmt und nach dem Zusammenbruch des Bretton-Woods-Währungssystems alle juristischen Bindungen nationaler Währungen an das Gold aufgehoben wurden? Die meisten von ihnen verneinen die Frage. Nur wenige linke Ökonomen halten an der Auffassung fest, dass Gold die Geldware geblieben ist und durch Papier- sowie Kreditgeld repräsentiert werde. Angesichts der großen Goldreserven der Zentralbanken – weltweit zwischen 30 000 und 35 000 Tonnen – sind sie der Auffassung, dass Gold seine währungspraktische Funktion trotz des vollständigen Rückzugs aus der Zirkulation und der Aufhebung einer juristisch fixierten Konvertibilität nicht vollends verloren habe. Noch biete es die (letzte) Sicherheit in einer Zahlungswelt, die zwar funktioniert mit Banknoten, Kreditscheinen und Buchgeld. Gold sei aber das Medium, die Anhäufung der Forderungen zu überstehen, weil es selbst keine Forderung, sondern werthaltig ist.
Georg Quaas setzt dagegen, dass die von der Zentralbank herausgegebenen Noten den Wert der hinterlegten Wertpapiere repräsentierten, und diese stellten Verfügungsrechte über reale Werte, Immobilien, Unternehmen, Gold und Silber dar. »Zentralbanknoten sind damit keine Geldsurrogate, sondern echtes Geld, sie stellen allgemeine Äquivalente real existierender Sachwerte dar, auf die sie sich vermittelt über das Kollateral beziehen.« Andere sagen, das Wesen des Geldes habe sich geändert. Das neue Geld sei keine allgemeine Ware mehr, wie Marx glaubte, sondern unmittelbar nur noch abstraktes Zeichen von Arbeit, repräsentiere solche also ohne den Umweg über eine Geldware. Sie plädieren für Arbeitsgeld und Arbeitszeitrechnungen. Auf die Frage nach dem Wesen des Geldes vermag nur die logische, nicht die historische Analyse eine Antwort zu geben, behauptet Backhaus. Sie sei eine Frage u. a. nach dem Verhältnis von Geld und Kredit.

#### Die Wertmaßfunktion des Geldes
Das Geld drückt den Wert der Waren ideell aus. Hans-Georg Backhaus behauptet, keinem der Interpreten der Marxschen Werttheorie sei „es bislang in den Sinn gekommen, das für Marx ‚entscheidend Wichtige‘ dieser Theorie zu untersuchen“, sie alle hätten „die Kernsätze der Werttheorie bis heute ignoriert und kollektiv“ beschwiegen und fragt: „Denn was z.B. soll es heißen, etwas werde ‚ideell ausgedrückt‘“? Backhaus meint, Marx' werttheoretische Intention sei unverstanden geblieben. Dabei ist der ideelle Vorgang des Wertmessens einfach zu verstehen. „Kein einziges Geldstück ist zu diesem Prozeß nötig, so wenig wie ein Längenmaß (sage Elle) reell angewandt zu werden braucht, um etwa den Erdäquator in Ellen auszudrücken.“ Mit dem Verschwinden des Goldes aus der Zirkulation, der Auspreisung der Waren mittels Geldzeichen und der Aussetzung juristisch starrer Bindungen zwischen ihnen und dem Gold, stand die Frage, wie Geld seine Wertmaßfunktion wahrnimmt, neu. Einige Autoren erwähnen die Wertmaßfunktion nicht mehr, andere wie Klaus Müller meinen, die Geldware Gold übe die Funktion indirekt über das sie repräsentierende Papiergeld aus. Das inkonvertible Repräsentativgeld »bleibt durch unsichtbare Fäden an die metallische Grundlage der Geldzirkulation, die ihrerseits die Fundamentalbestimmung des Geldes als Ware ausdrückt und Bedingung für die Wertbestimmung durch gesellschaftlich notwendige Arbeitszeit ist, gebunden«. Diese Auffassung geht davon aus, dass Zeichen oder Symbole, die selbst wertlos sind, keine Werte messen können. Das Maß muss von der Qualität des zu Messenden sein. Die Auffassung besitzt den Nachteil, dass man sie empirisch nicht »beweisen« kann. Krüger schreibt aber auch, dass die Wertmaßfunktion des Geldes auf die Geldpolitik der Zentralbanken übergegangen sei. In neuerer Zeit greifen auch zu Marx positiv stehende Autoren den Gedanken Georg Simmels auf, dass Geld keine qualitative Gleichheit mit dem zu Messenden besitzen müsse, um zu messen. So schreibt Heinz-Dieter Haustein, das Geld als Maß löste sich immer mehr von seiner ursprünglichen Substanz und verkörpere »als zahlungsmäßiges Symbol ein völlig neues Messen [...] Allgemein gesagt, wird das Verhältnis des vorgesehenen Geldbetrags zur gesamten Geldmenge unterstellt. Es herrscht [...] ein Gleichgewichtsprinzip, das überhaupt eine der Grundregeln des Messens ist.« Hans Wagner sagt, man brauche heute die Geldware Gold ebenso wenig zur Wertmessung, wie das Pariser Urmeter zur Längenmessung, übersieht dabei jedoch, dass an die Stelle des Urmeters ein genaueres Äquivalent getreten ist: die Wellenlänge einer bestimmten Strahlung.